# Marek Jerzy Olbrycht
Marek Jerzy Olbrycht (ur. 23 sierpnia 1952 w Krakowie) – generał brygady Wojska Polskiego.

## Życiorys
Absolwent Wyższej Szkoły Oficerskiej Wojsk Inżynieryjnych we Wrocławiu (1976). Rozpoczął w niej zawodową służbę wojskową na stanowisku dowódcy plutonu, a następnie dowódcy kompanii. W 1984 roku uczestniczył w Wyższym Kursie Doskonalenia Oficerów. Po ukończeniu Akademii Sztabu Generalnego w Rembertowie (1987), zajmował stanowiska służbowe w pionie dydaktycznym w Wyższej Szkole Oficerskiej Wojsk Inżynieryjnych, Wyższej Szkole Oficerskiej Inżynierii Wojskowej i Wyższej Szkole Oficerskiej Wojsk Lądowych we Wrocławiu. W latach 1996–2000 był Komendantem Wojskowego Centrum Szkolenia dla potrzeb Sił Pokojowych ONZ (WCSdpSP ONZ) w Kielcach. Następnie pracował na stanowiskach: szefa oddziału w Generalnym Zarządzie Operacyjnym P-3 (SG WP), zastępcy Szefa Szefostwa Transportu i Ruchu Wojsk – Centrum Koordynacji Ruchu Wojsk oraz zastępcy Szefa Szefostwa Działań Specjalnych (SG WP). W latach 1991–1992 wykonywał zadania na stanowisku Szefa Wojsk Inżynieryjnych w Kwaterze Głównej Misji ONZ UNDOF w Syrii. Służył od 1994 do 1995 w Polskim Kontyngencie Wojskowym ONZ w b. Jugosławii w Misji ONZ UNPROFOR na stanowisku zastępcy dowódcy PKW. W latach 1998–1999 wykonywał zadania na stanowisku zastępcy Dowódcy Sił Pokojowych ONZ – szefa sztabu w Kwaterze Głównej Misji UNIFIL w Libanie. W Akademii Obrony Narodowej ukończył w 1996 roku Kurs Przeszkolenia Specjalistycznego Dowódców Oddziałów, a w 1998 studia podyplomowe na kierunku spraw zagranicznych. Był słuchaczem Wyższego Kursu Polityki NATO w Szkole NATO w Oberammergau oraz Studiów Podyplomowych w Akademii Obrony NATO w Rzymie (2001-2002). W latach 2003–2004 zajmował stanowisko szefa Polskiego Zespołu Operacyjno–Łącznikowego w Centralnym Dowództwie Amerykańskim (CENTCOM) w Tampie w USA.
Od 1 stycznia 2007 do 10 kwietnia 2010 był zastępcą dowódcy Wojsk Specjalnych, a po tragicznej śmierci gen. broni Włodzimierza Potasińskiego pod  Smoleńskiem, do 15.08.2010 – pełnił obowiązki dowódcy Wojsk Specjalnych. Następnie został wyznaczony na stanowisko Szefa Zarządu Analiz Wywiadowczych i Rozpoznawczych P-2 (SG WP), realizując  jednocześnie zadania szefa polskiej Misji Wojskowej w Komisji Nadzorczej Państw Neutralnych w Panmunjom w Korei.
1 lutego 2012 przeszedł do rezerwy.
3 maja 2007 mianowany na stopień generała brygady.

## Ordery, odznaczenia, nagrody
- Nagroda Miasta Kielce – 1997[2]
- Krzyż Kawalerski Orderu Odrodzenia Polski – 2011[3]
- Złoty Krzyż Zasługi – 2001[4]
- Złoty Medal za Długoletnią Służbę – 2012
- Złoty Medal „Siły Zbrojne w Służbie Ojczyzny”
- Złoty Medal „Za zasługi dla obronności kraju”
- Medal ONZ za misję UNPROFOR
- Medal ONZ za misję UNDOF
- Medal ONZ za misję UNIFIL
- Odznaka Skoczka Spadochronowego Wojsk Powietrznodesantowych
- Odznaka pamiątkowa Dowództwa Wojsk Specjalnych
- Explosive Ordnance Disposal Badge (Master)(inne języki) – Stany Zjednoczone